# Уншліхт Йосип Станіславович
Йосип (Юзеф) Станіславович Уншліхт (19 (31) грудня 1879, Млава, Плоцька губернія, Російська імперія, тепер Польща — розстріляний 29 липня 1938 Москва) — партійний діяч Соціал-демократії Королівства Польського і Литви і ВКП(б), один з творців радянських органів державної безпеки — ВЧК—ДПУ. Член Центральної Ревізійної Комісії ВКП(б) у 1924—1925 роках. Кандидат у члени ЦК ВКП(б) у 1925—1937 роках. 

## Біографія
Народився в польській міщанській родині, батько працював службовцем. У 1896 році закінчив Варшавське реальне училище. З 1895 по 1900 рік працював репетитором у Варшаві. У 1900 році закінчив Вищі технічні курси у Варшаві, електротехнік.
У 1900 вступив до Соціал-демократії Королівства Польського і Литви (СДКПіЛ), яка в 1907 році увійшла в РСДРП, більшовик.
З 1900 по 1913 рік — на підпільній партійній роботі у Варшаві та Лодзі. З 1913 по липень 1916 року — на підпільній партійній роботі у Варшаві, Орлі, Мценську та Архангельську.
З серпня по листопад 1916 року перебував у в'язниці Москви за революційну діяльність. У листопаді 1916 — січні 1917 року — на засланні в селі Тутура Верхоленського повіту Іркутської губернії. З січня по березень 1917 року — на партійній роботі в Іркутську.
З квітня 1917 року — на партійній роботі в Петрограді, член Петроградської ради. У жовтні 1917 року — член Петроградського військово-революційного комітету.
З 30 листопада 1917 по 1918 рік — член колегії Народного комісаріату внутрішніх справ РРФСР. На початку 1918 року брав участь у бойових діях з німецькими військами під Псковом. У квітні 1918 — січні 1919 року голова Центральної колегії у справах полонених і біженців у Москві.
З 28 лютого 1919 року — народний комісар у військових справах Литовсько-білоруської РСР, член Президії ЦК КП Литви та Білорусі в місті Вільно. У квітні 1919 року — заступник голови Ради оборони Литовсько-білоруської РСР. 27 квітня — 9 червня 1919 року — член Революційної військової ради (РВР) Білорусько-Литовської армії.
9 червня — 13 грудня 1919 року — член РВР 16-ї армії РСЧА Західного фронту в Мінську та Смоленську. 7 грудня 1919 — 9 квітня 1921 року — член РВР Західного фронту в Смоленську. Під час війни з Польщею у 1920 році був членом Тимчасового Польського революційного комітету.
З 12 квітня 1921 по 6 лютого 1922 року — заступник голови ВЧК (наступник І. К. Ксенофонтова), відповідно до його пропозиції було створено спеціальне бюро із ведення активної розвідки — дезінформації супротивника. Керував висилкою лікарів, професорів і інших представників інтелігенції (на посту замголови ДПУ його змінив Менжинський). Одночасно, з 28 листопада 1921 по 6 лютого 1922 року — голова Московської губернської ЧК, а з 6 по 27 лютого 1922 року — начальник Московського губернського відділу ДПУ. 6 лютого 1922 — 18 вересня 1923 року — заступник голови ДПУ при РНК РРФСР.
З 28 серпня 1923 по 2 червня 1930 року — член РВР СРСР. Одночасно, з 28 серпня 1923 по 6 лютого 1925 року — начальник постачання РСЧА.
6 лютого 1925 — 2 червня 1930 року — заступник народного комісара з військових і морських справ СРСР і заступник голови РВР СРСР. Одночасно з січня 1927 по 1930 рік — голова Добровільного товариство сприяння авіахіму СРСР.
З червня 1930 по 1932 рік — заступник голови Вищої ради народного господарства (ВРНГ) СРСР. Одночасно, з 1931 по 1933 рік — заступник голови Держплану СРСР. До вересня 1933 року — головний арбітр Державного арбітражу СРСР.
У вересні 1933 — лютому 1935 року — начальник Головного управління Цивільного повітряного флоту при РНК СРСР.
8 лютого 1935 — червень 1937 року — секретар Союзної Ради ЦВК СРСР.
11 червня 1937 року заарештований органами НКВС, звинувачений в приналежності до «диверсійно-шпигунської мережі польської розвідки в СРСР», що існувала у вигляді так званої «Польської організації військової».
28 липня 1938 року Військовою колегією Верховного суду СРСР засуджений до розстрілу. 29 липня 1938 року розстріляний. Місце розстрілу — Бутово-Комунарка.
10 березня 1956 року реабілітований, 22 березня 1956 року посмертно поновлений в членах КПРС.

## Нагороди
- орден Червоного Прапора (20.02.1928)